# Day of the Dead
Day of the Dead è il remake di Il giorno degli zombi di George A. Romero, terzo in ordine cronologico nella serie romeriana dei morti viventi.

## Trama
A Leadville, Colorado, sta succedendo qualcosa di strano. Una misteriosa influenza ne indebolisce gli abitanti, costringendoli presto al ricovero ospedaliero.
Nessuno sa spiegarsi con esattezza i sintomi della malattia, ma quando il numero degli infetti raggiunge il picco d'allarme, il giovane Trevor e i suoi amici si rendono conto che la situazione è molto più grave di quanto le autorità vogliano far credere.
Al calar del sole, chi ha contratto il virus si trasforma in un famelico zombi costretto a divorare i propri cari. L'esercito ne sa qualcosa, ma la ragion di Stato impedisce ogni rivelazione.